# Hermitage (ort i Kanada)
Hermitage är en ort i Kanada.   Den ligger i provinsen Newfoundland och Labrador, i den östra delen av landet, 1 500 km öster om huvudstaden Ottawa. Hermitage ligger 34 meter över havet och antalet invånare är 499.
Terrängen runt Hermitage är kuperad åt nordväst, men åt sydost är den platt. Havet är nära Hermitage söderut. Trakten är glest befolkad. Närmaste större samhälle är Harbour Breton, 11,4 km sydost om Hermitage. 